# Missionnaires de la Consolata

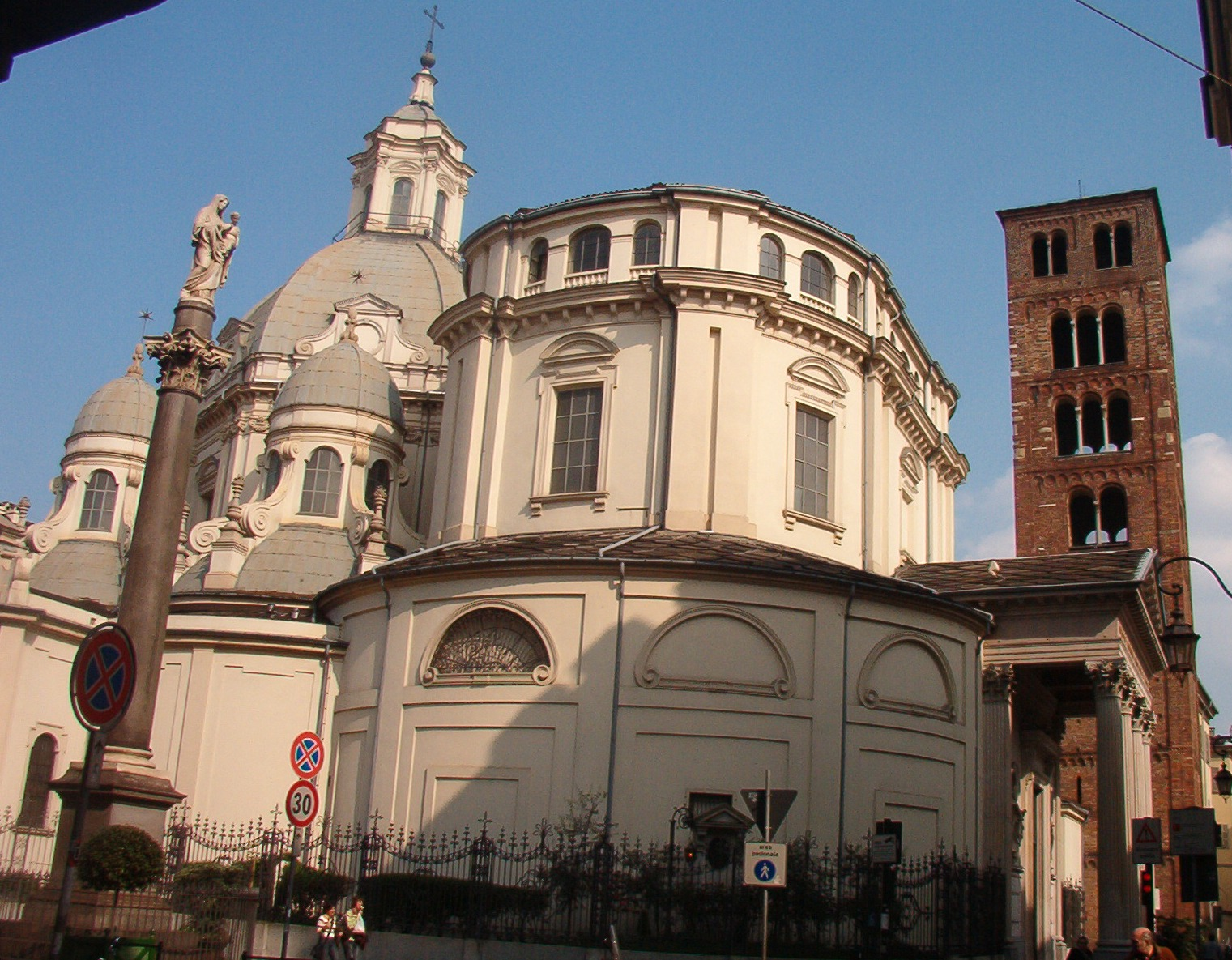
Le sanctuaire de la Consolata à Turin.

Les Missionnaires de la Consolata forment une congrégation religieuse de prêtres et de frères fondée en 1901 par l'abbé italien Joseph Allamano (21 janvier 1851-16 février 1926) pour la première annonce de l'Évangile ad gentes et la coopération avec les jeunes églises en voie de maturation. Ses membres accolent à leur signature les lettres I.M.C. pour « Institutum missionum a Consolata ». 

## Description
La congrégation religieuse compte environ 1 000 membres de par le monde. Ceux-ci prononcent les trois vœux de chasteté, d'obéissance et de pauvreté.
Joseph Allamano a aussi fondé en 1910 la congrégation des Sœurs missionnaires de la Consolata. Elles sont environ six-cents.
Notre-Dame de la Consolata est la patronne de la ville de Turin. L'abbé Allemano y fut le recteur de son sanctuaire de 1880 jusqu'à sa mort en 1926.
Le nom Consolata signifie la Consolatrice, un titre donné à Marie par l'Église catholique.

## Superieurs généraux
- Filippo Perlo (1926–1929)
- Domenico Fiorina (1949–1969)
- Pietro Trabucco (1993–10 mai 2005)
- Aquileo Fiorentini (2005–2011)
- Stefano Camerlengo (8 juin 2011– )